# Stefan Voerkel
Stefan Voerkel (* 1954) ist ein deutscher Kunsthistoriker, Kulturwissenschaftler und Verlagslektor in Leipzig.

## Leben
Voerkel promovierte 1991 über das Leipziger Goethedenkmal an der Universität Leipzig. Schwerpunktmäßig beschäftigt sich Voerkel mit den Leipziger Denkmälern, wie seine Publikationen ausweisen. Seine Publikationen erstrecken sich auch auf das Gebiet der Malerei. Sein Fachgebiet ist die Bildnerei des 19. Jahrhunderts insbesondere die Denkmalsplastik. Voerkel schrieb auch zahlreiche Beiträge u. a. in den Leipziger Blättern. Seit 1994 gehört Voerkel zum Herausgeberrat der Leipziger Blätter, die von der Kulturstiftung Leipzig herausgegeben wird.

## Werke (Auswahl)
- Stefan Voerkel: Goethe im Denkmal : das Leipziger Standbild des jungen Goethe von Carl Ludwig Seffner. Diss. Leipzig 1991.
- Stefan Voerkel (Hrsg.): Anno dazumalen : Gereimtes und Ungereimtes / Carl Spitzweg. [Text- und Bildausw.: Stefan Voerkel], Seemann, Leipzig 2005.
- Stefan Voerkel: Die Bach-Denkmäler in Leipzig. Sax-Verlag, Beucha 2000.
- Stefan Voerkel: Die Natur lesen : aus seinen Briefen / Paul Cézanne. [Text- und Bildausw.: Stefan Voerkel], Seemann, Leipzig 2004.
- Stefan Voerkel: mein lust zu der mallerei : aus Briefen und Aufzeichnungen / Albrecht Dürer. [Text- und Bildausw.: Stefan Voerkel], Seemann, Leipzig 2004.
- Stefan Voerkel zus. mit Jürgen Ernst und Christiane Schmidt: Das Leipziger Mendelssohn-Denkmal. Mendelssohnhaus, Leipzig 2009.
- Stefan Voerkel: Kleine Exzellenz privat : Briefe und Aufzeichnungen / Adolph Menzel. [Text- und Bildausw.: Stefan Voerkel], Seemann, Leipzig 2005.